# 菲利普·德根
菲臘·迪根（德語：Philipp Degen，1983年2月15日—），瑞士足球运动员，司職後衛。

## 生平
菲臘·迪根出身於瑞士球會巴塞尔，成名於德甲球會多特蒙德。菲臘·迪根與多蒙特的合約於2008年6月結束，以自由身由多蒙特加盟英超球會利物浦。2008年7月3日，菲臘·迪根與利物浦簽訂了四年合約。
由于长期伤病，德根在2008-09赛季仅出场两次，而且全部在联赛杯这样的鸡肋赛事上。09-10赛季，德根情况略有改观，但依旧未恢复到最佳水准。效力利物浦两年间，德根共出场13次，联赛出场7次，没有进球。
虽然德根在利物浦表现不好，但并不是他没有实力，他曾作为瑞士主力，参加了2006年德国世界杯和2008年欧洲国家杯，由于在利物浦饱受伤病困扰，他无缘为瑞士参加2010年南非世界杯。

## 榮譽
巴素利
- 瑞士足球超级联赛冠軍：2002、2004、2005；
- 瑞士盃：2003；